# 柏林自然博物馆
52°31′49″N 13°22′45″E / 52.53028°N 13.37917°E
柏林自然博物馆（或简称：Naturkundemuseum），全称“自然博物馆-柏林洪堡大学莱布尼茨进化及生物多样性研究所（Museum für Naturkunde – Leibniz-Institut für Evolutions- und Biodiversitätsforschung an der Humboldt-Universität zu Berlin）”，别称洪堡博物馆（Humboldt-Museum），位于德国首都柏林，是德国最大的自然博物馆（第二大是法兰克福的森根堡自然博物馆）。

## 地理位置
柏林自然博物馆位于德国柏林米特区残疾人大街43号。附近的六号地铁线站于2009年更名为“自然博物馆站”。

## 历史发展
柏林自然博物馆的前身可追溯到1810年菩提树下大街的柏林大学建校之初先后建立的三家博物馆：解剖学-动物解剖学博物馆、矿物学博物馆和动物学博物馆。大博物馆的馆藏就是从那时便开始积累的。其中动物学博物馆于1809年由博物学家约翰·岑特里乌斯·冯·霍夫曼泽希创建。矿物学博物馆于1814年创建，是当时德国皇家矿产陈列室的延续。
后来的柏林自然博物馆坐落于由德国建筑师奥古斯特·蒂德设计的一座三翼建筑中。1889年12月2日，在威廉二世的主持下，新落成的博物馆首次对外开放，整合了当时隶属柏林大学的三个研究型博物馆：地质学-古生物学博物馆、矿物学-岩相学博物馆和动物学博物馆。1914年到1917年间又建成了博物馆的另一个横翼。
博物馆本身作为柏林洪堡大学的一部分，1945年之前曾名为“柏林弗里德里希-威廉大学动物学博物馆”。因其具有跨区域意义，研究工作又牵涉到政府和国家利益，2009年1月1日，柏林自然博物馆正式成为一家公法基金会，并被冠名为“自然博物馆-柏林洪堡大学莱布尼茨进化及生物多样性研究所”，成为德国莱布尼茨学会成员。2009年9月24日，博物馆成为“洪堡圈”的创始成员之一。

## 馆藏

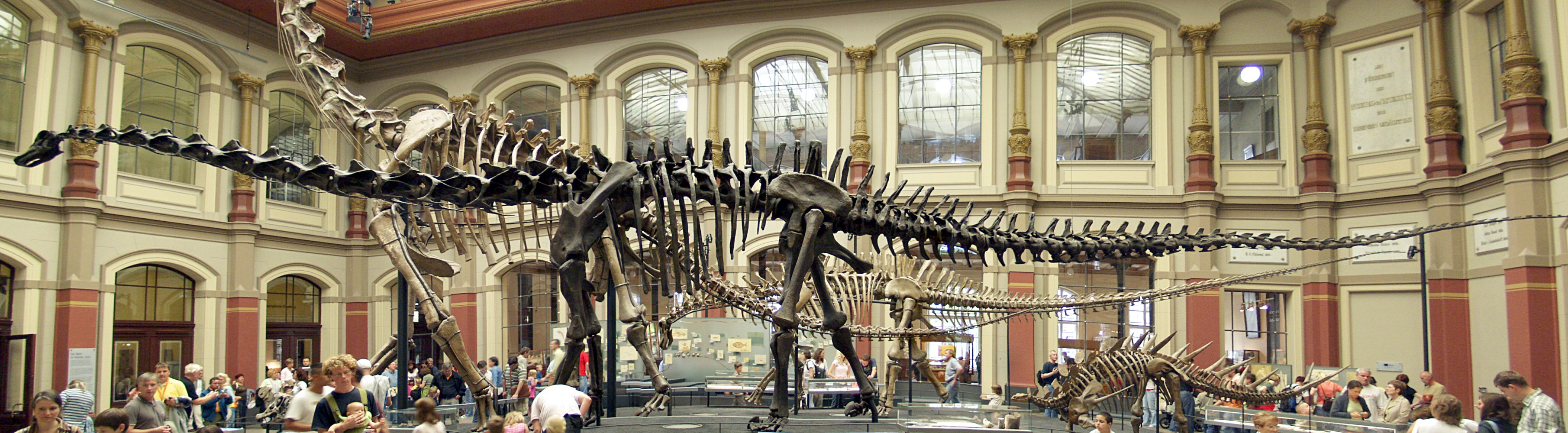
恐龙世界展区

柏林自然博物馆藏品超过三千万件。其中最著名的藏品是世界最高的腕龙骨骼化石标本——布氏腕龙（Brachiosaurus brancai）。这件化石标本陈列于博物馆中央大厅，被德国古生物学会评为2012年年度化石。此外，博物馆拥有在德国发现的始祖鸟化石：印石板始祖鸟的柏林标本；还有世界上最现代的水生生物收藏馆之一，藏有超过276,000个玻璃标本瓶储存的约一百万水生生物标本；以及约13万件鸟类标本，涵盖了全世界大约90%的鸟类。

### 馆藏数量统计
| 动物学类     | - 超过10,000,000件无脊椎动物标本（不包括昆虫） - 超过15,000,000件昆虫标本，其中约6,000,000只甲虫，4,000,000只蝴蝶 - 大约580,000副脊椎动物标本 - 记录了大约120,000种动物叫声的“动物声音档案库” |
| 古生物学类   | - 约1,200,000件脊椎动物化石 - 约1,100,000件无脊椎动物化石 - 约320,000件古植物标本、化石 |
| 矿物岩相学类 | 共约265,000件样品，包括： - 约200,000件矿石标本 - 约60,000件岩相学-矿床岩石样品（岩石，矿石） - 约5,000块陨石残片，取自大约2,300颗陨石（收藏量居全德之首）[2]                                 |

## 常设展区

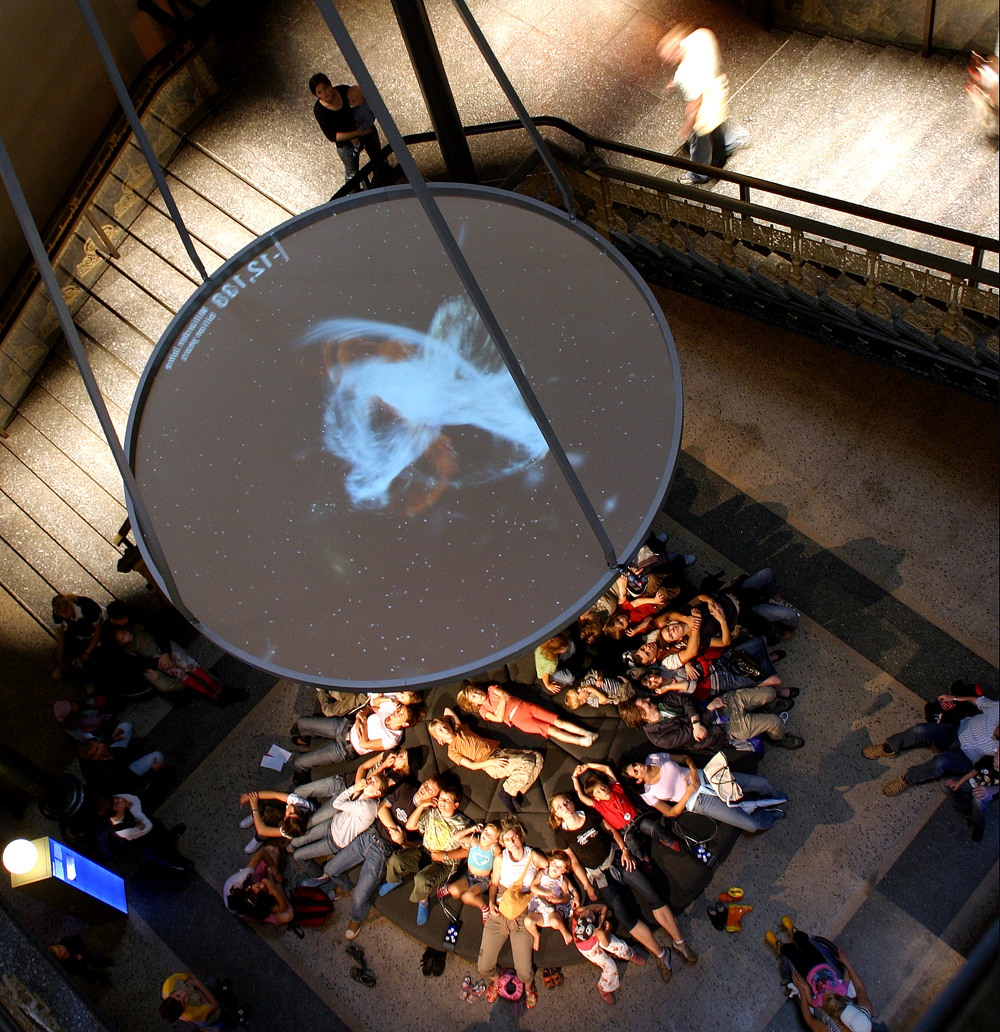
宇宙和太阳系，仰观电影

截至2012年，博物馆的公共部分大致由以下十二个展区及功能区组成：

### 宇宙和太阳系
展区将时间与空间联系在一起，讲述了从宇宙大爆炸到行星形成的过程。陈列厅有数块陨石，以及太阳系星球的模型和相关数据。展厅周围有螺旋楼梯，中央高层悬挂有一块朝下的圆形幕布，放映讲述宇宙、星空的短电影，观者需仰卧向上观看。

### 地球系统
展区用一些实例展示了自地球形成以来，地球上水圈和岩石圈的变迁，以及有机自然和无机自然之间的复杂关系和相互影响。

### 矿物标本
矿物标本展厅保持了19世纪建馆时的原貌，参观者在这里可以欣赏到超过一千种矿石标本，其中包括亚历山大·冯·洪堡从俄罗斯搜集的珍贵矿石。

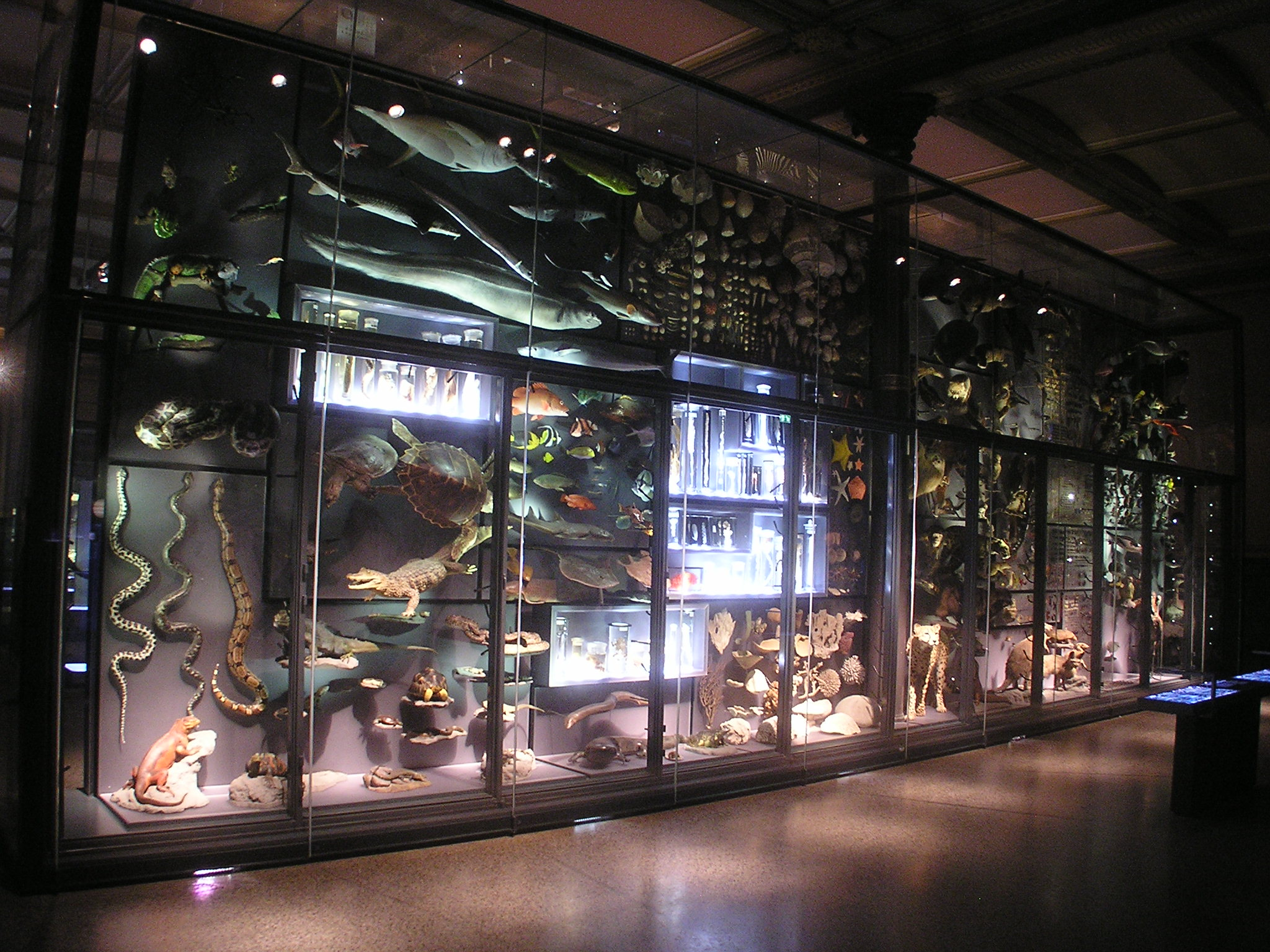
生物多样性橱窗

### 进化进行时
这个展区于2007年建成，着重介绍生物进化理论中，决定动植物性状、行为以及生物多样性的一些重要机制。具体的例子譬如为什么孔雀五彩斑斓的尾羽并不是为了飞行，以及为什么斑马有黑白相间的条纹。展区有一面长12米、高4米的“生物多样性墙”，展示了三千件不同动物的标本。展厅内播放的影片从七个基本问题开始，描述了生物多样性带给人类思想上的多样性，并如何使人类本身产生对生命现象的不同观点。

### 化石标本
展区介绍了以生物为标志的地质史历程，以及一些动物族群的发展历史。展区陈列了大量海洋生物化石，介绍了植物从海洋登上大陆的过程，还陈列了一副大犰狳背甲以及大角鹿的鹿角化石。

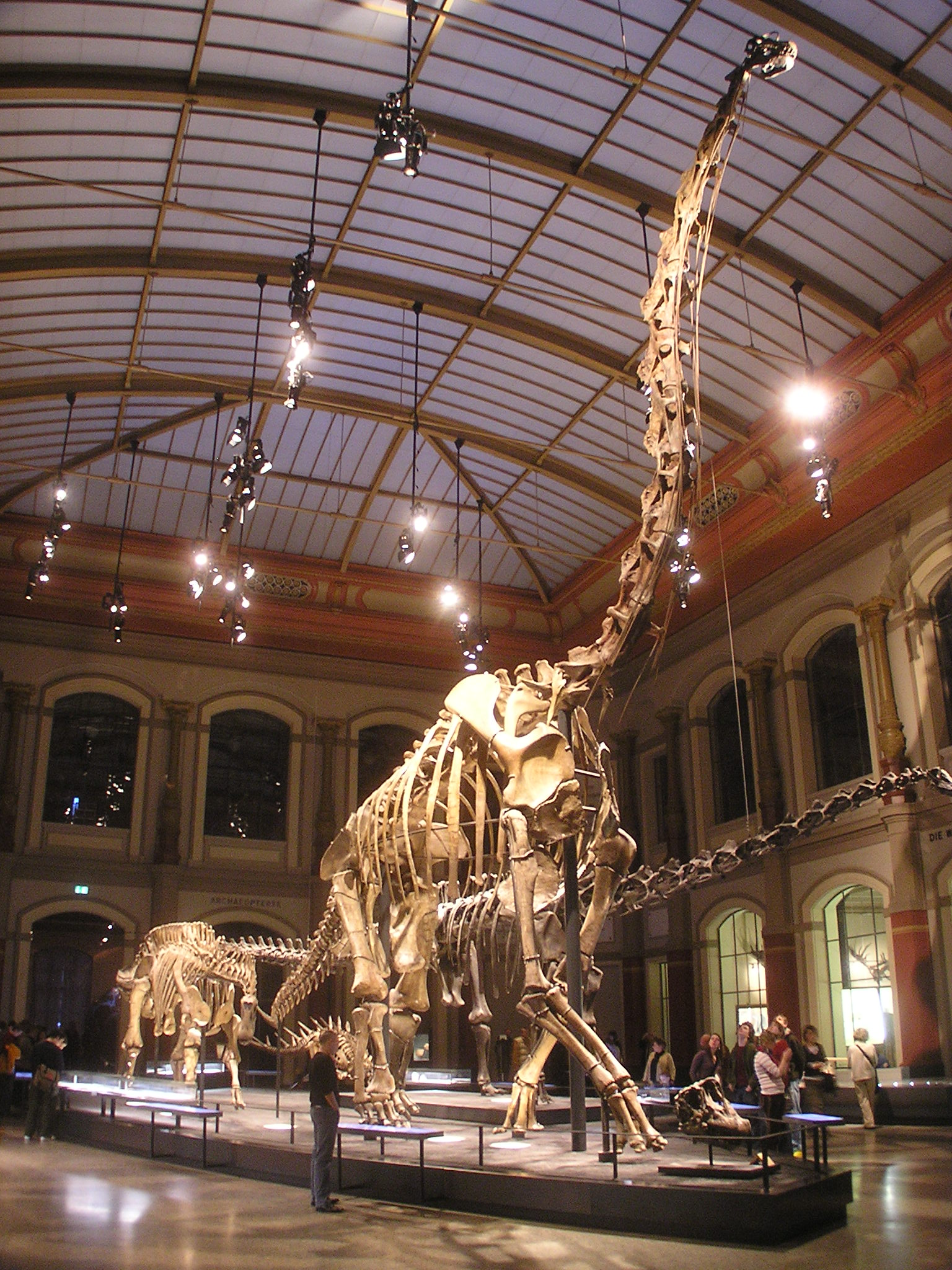
2005年至2007年间重修的长颈巨龙化石标本

### 恐龙世界

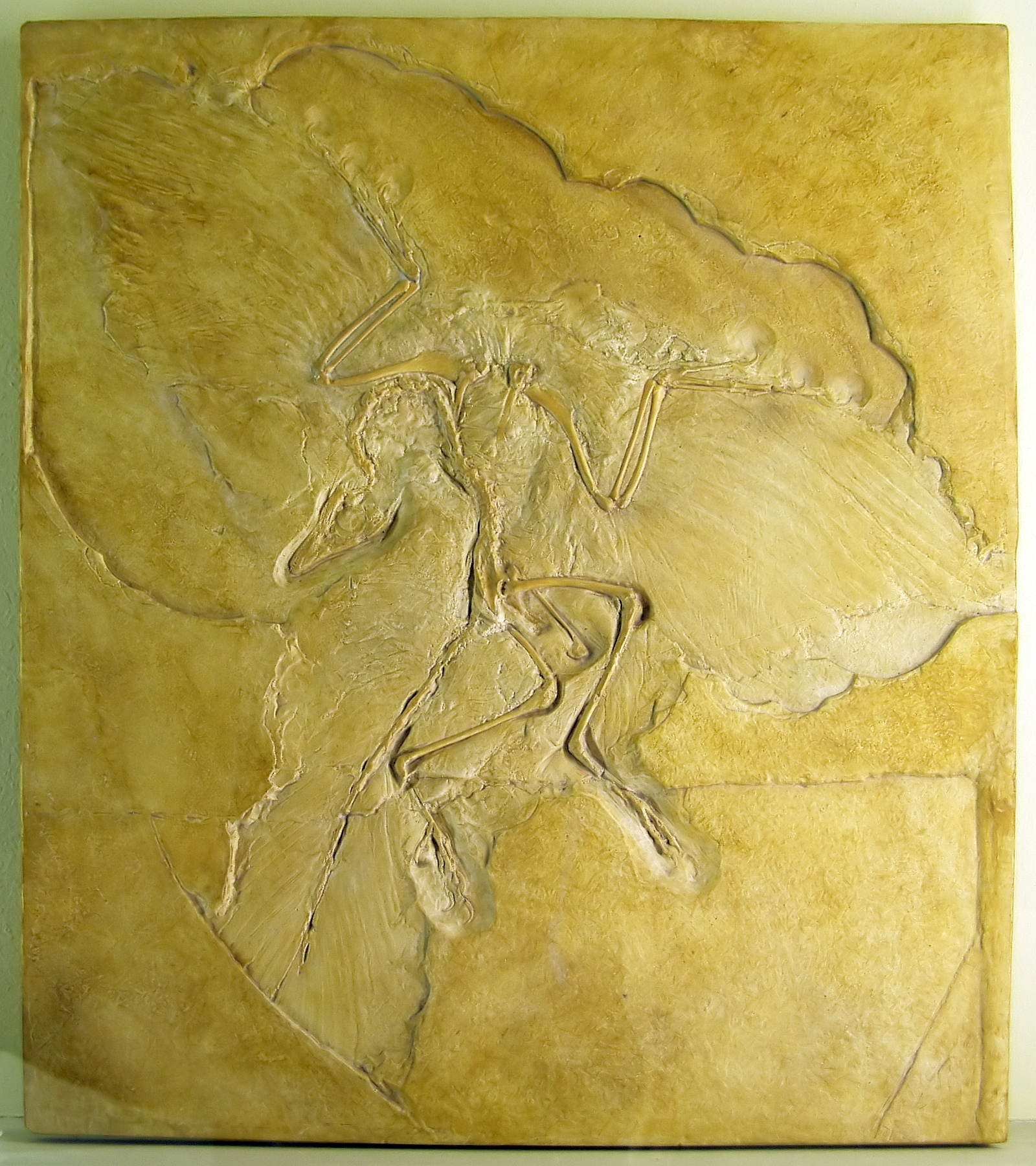
始祖鸟化石“柏林标本”

展区位于博物馆正厅，向参观者展示了一亿五千万年前，恐龙在东非坦桑尼亚汤达鸠地区的生活环境。展区中央矗立着世界最高的腕龙骨骼化石标本——布氏腕龙（Brachiosaurus brancai）。大厅一角设置了ART+COM提供的“侏罗纪望远镜（Juraskope）”，利用多媒体手段，为参观者“复活”了展厅中的恐龙。此外，参观者还可看到叉龙（Dicraeosaurus）、梁龙（Diplodocus）、钉状龙（Kentrosaurus）异特龙（Allosaurus）、萊托氏橡树龙（Dysalotosaurus）和轻巧龙（Elaphrosaurus）的骨骼化石。
著名的印石板始祖鸟（Archaeopteryx lithographica）的“柏林标本（Berliner Exemplar）”化石，于1876年在巴伐利亚被发现，亦陈列于此展区。

### 有蹄类动物标本
1967年，博物馆就开始展出有蹄类动物标本。其中部分标本已经有上百年的历史。当时馆方的想法是在数个展厅展出不同动物族群的多样性以及其间的亲缘关系，如今随着博物馆发展，只有有蹄类动物标本展区仍保留了这个概念。
自2012年1月1日起，有蹄类动物标本展区暂时关闭，进行为期近五年的重修。此展厅将被恢复到1889年的原貌，并在2016年左右以新的展览布局重新开放。此间，大部分有蹄类动物标本仍将在博物馆的其他展厅展出。
除河马外，此展区的所有展品都是用死去的有蹄类动物通过动物标本剥制术制成的标本。

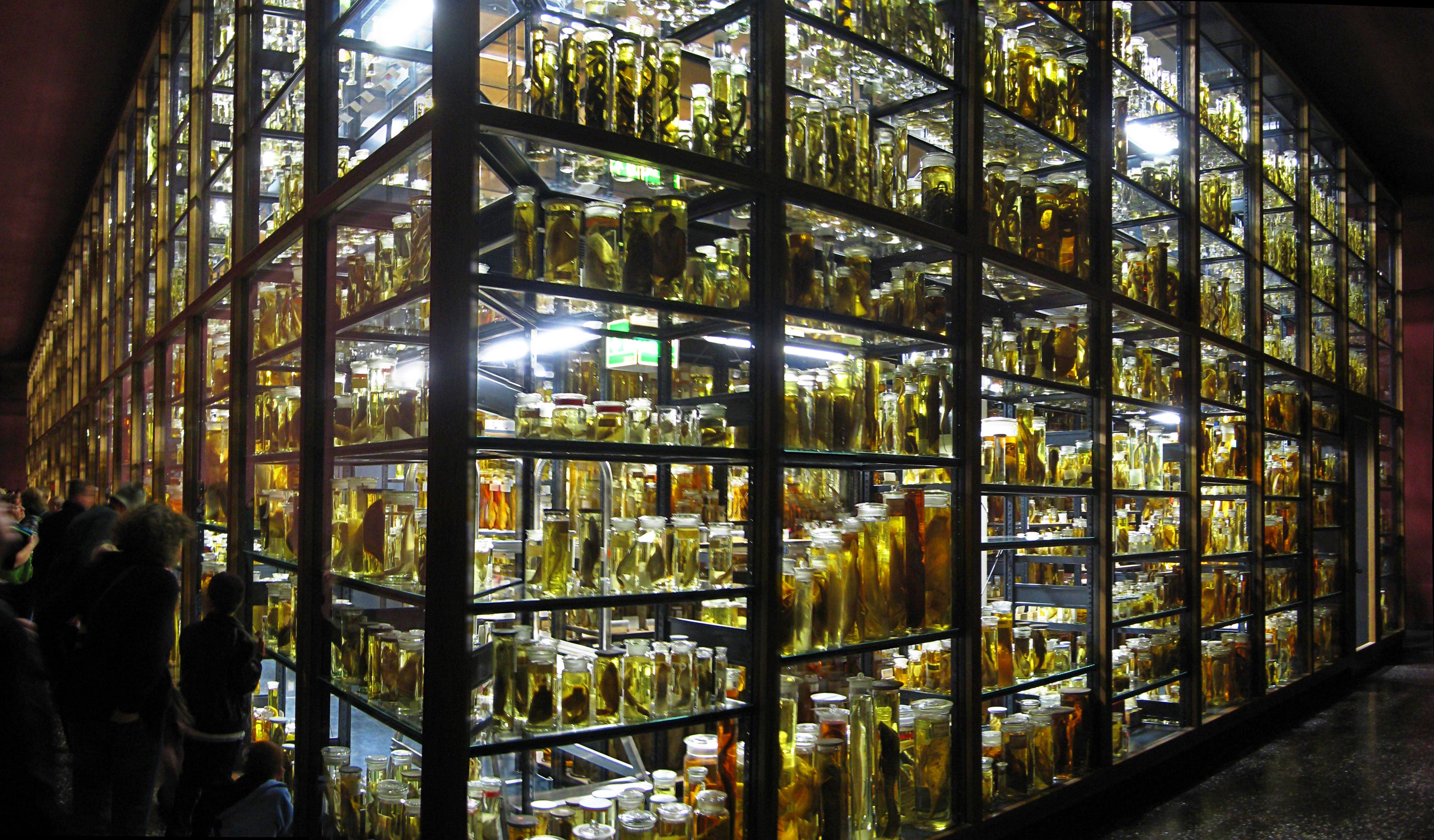
水生生物收藏

### 水生生物收藏
此展区位于博物馆东翼，建设历时三年，于2010年正式开放，是全世界最现代的水生生物收藏馆之一。展区由巨大的透明玻璃架围成，超过276,000个玻璃标本瓶储存了大约一百万个水生生物标本（多为鱼类）。这些标本都参照最先进的安全标准，浸泡在总计近80吨乙醇中
。每天，博物馆的科学工作者都要进出这个巨大的收藏馆取用标本。

### 欧洲动物标本
这个展区主要包括一个“阿尔卑斯山立体透视模型”，以及几乎所有中欧的鸟类。

#### 阿尔卑斯山立体透视模型
此模型于1918年到1925年间制成，展示了一副一百多年前的阿尔卑斯山麓景象。当时那里还生活着北山羊、胡兀鹫和棕熊。由于二十世纪初，旅行还并不十分普遍，所以这样的立体透视模型可以为观者展示异域景观。为使景观模型有立体感，模型的背景被画在曲折的墙幕上，同时将动植物交错陈列于前。阿尔卑斯山立体模型具有很高的文化历史价值。

#### 鸟类标本
此展区用超过300件鸟类标本，展示了几乎所有中欧的鸟类，包括它们的特征和生活环境。几个展柜中展示了在国际动物标本大赛中获奖的鸟类标本，包括当年的“年度之鸟”。

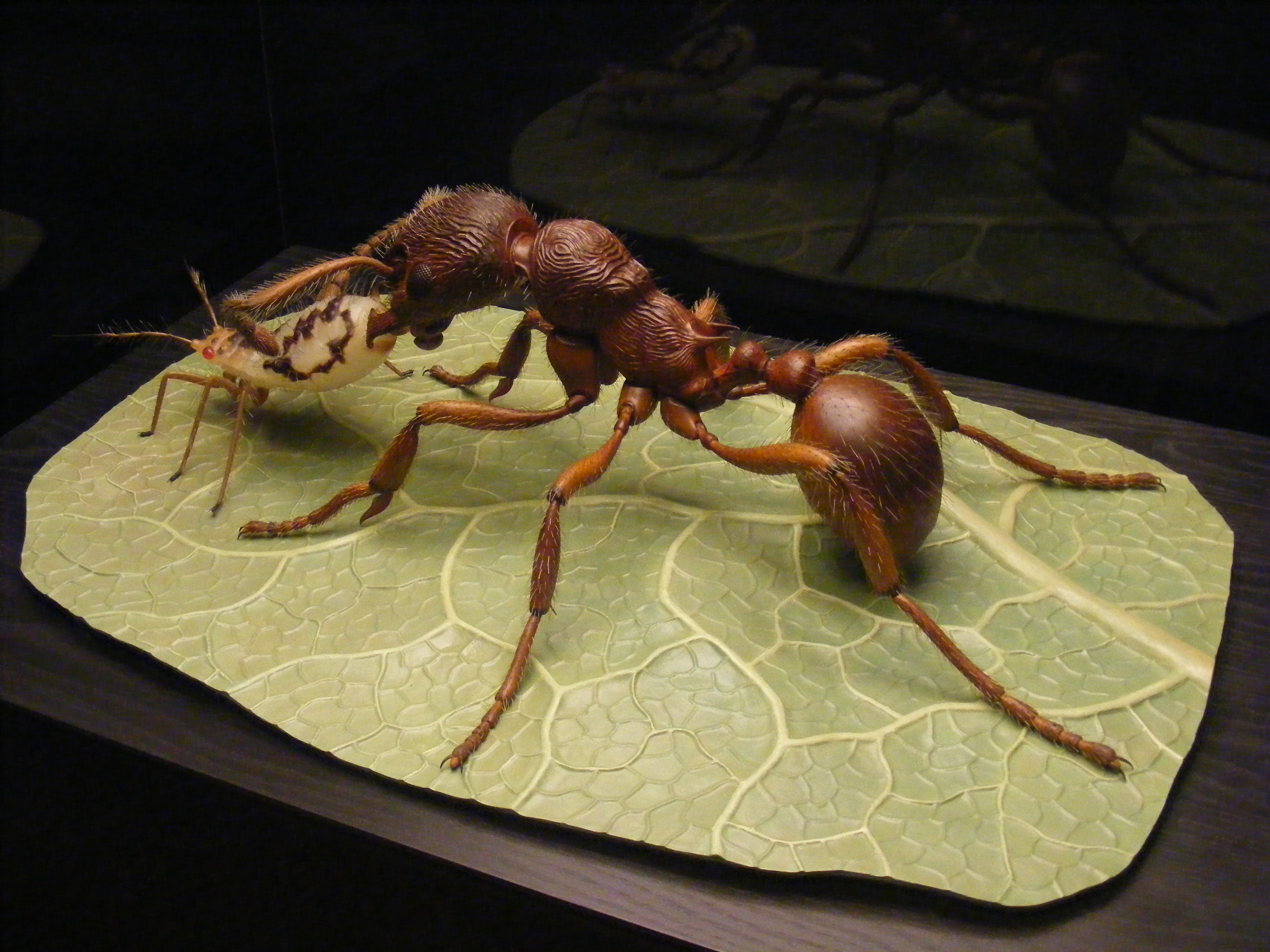
蚂蚁捕捉蚜虫模型

### 昆虫模型
这个小展区展示了由德国模型制作家、动物标本制作家阿尔弗雷德·凯勒制作的放大15到100倍的常见的昆虫模型，比如蚂蚁、蚊子、虱子、苍蝇等。凯勒于1930年到1955年间在此博物馆制作了这些模型。在柏林自然博物馆庆祝开馆200周年时，博物馆重新展出了这些模型。

### 标本制作术
展区通过不同时期的几组制作动物标本过程的模型，展示了动物标本剥制术，介绍科学家如何将死去的动物制成皮囊，并为其制作一副人工骨架和躯体。同时也展示了化石标本和矿物标本的制作过程。

### 洪堡探索馆
这个区域是为儿童和青少年准备的，目的是让其在实践中学到自然科学。如显微镜观察、模拟发掘化石，都可以让少年儿童体验到自然科学工作者工作的过程。

## 科学研究
柏林自然博物馆目前有几大研究领域：
- 生物多样性研究
- 基因-生物-环境
- 动态生物多样性(Diversitätsdynamik）
- 撞击、陨石和地理过程
- 馆藏研究
- 公共科学对话和科研成果传播

具体的研究内容有：
- 重建不同动物物种的进化历程
- 现代环境下自然栖息地的生物多样性
- 环境变迁中的生物多样性，尤其是在南部非洲的实际运用
- 生物地理学
- 古生态学
- 太阳系早期发展
- 小行星撞击对地球的影响，包括对地壳以及生物圈的影响
- 教育研究

作为一家研究机构，柏林自然博物馆会同柏林洪堡大学、柏林自由大学以及波茨坦大学一道联合培养科学人才。

## 外部連結
- 柏林自然博物馆官方网站 （页面存档备份，存于）（德文）（英文）